# Paraclius singaporensis
Paraclius singaporensis är en tvåvingeart som beskrevs av Zhang, Yang och Patrick Grootaert 2007. Paraclius singaporensis ingår i släktet Paraclius och familjen styltflugor.
Artens utbredningsområde är Singapore. Inga underarter finns listade i Catalogue of Life.